# 周炜 (清朝)
周炜（？—？），四川西充人，清朝政治人物。举人出身。

## 生平
周煒是乾隆丁酉年（1777年）舉人，大挑試用。嘉慶元年（1796年）至三年（1798年）七月、三年（1798年）九月至五年（1800年）七月、五年（1800年）九月至六年（1801年）七月、六年（1801年）八月至七年（1802年）十月，四次任江蘇溧陽縣知縣。1803年接替王劝任华亭县知县一职，1804年由陈毓邃接任，1811年接替李紹洛又任該地知縣，1817年由張鴻接任。